# Râul Drașcu
Râul Drașcu este un curs de apă, afluent al râului Cib. 

## Hărți
- Harta Județul Alba
- Harta munților Apuseni